# Silkeborg-Hallerne
La Silkeborg-Hallerne est un hall omnisports situé à Silkeborg, dans la région du Jutland central, où évolue le club de handball du Bjerringbro-Silkeborg, club évoluant dans le Championnat du Danemark.